# Saarlands voetbalelftal (mannen)
Het Saarlands voetbalelftal was het vertegenwoordigende voetbalelftal van het Protectoraat Saarland tussen 1950 en 1956.
Saarland speelde in totaal 19 wedstrijden, waarvan 10 tegen nationale B-elftallen. Het speelde twee keer tegen Nederland.
Het elftal had zich ingeschreven voor het Olympisch voetbaltoernooi van 1952 in Helsinki, maar trok zich voor aanvang terug. Het nam wel deel aan de kwalificatie voor het Wereldkampioenschap voetbal 1954. Daarin werd het in een groep met Duitsland en Noorwegen tweede achter Duitsland.

## Deelname aan internationale toernooien

### Wereldkampioenschap
| Wereldkampioenschap voetbal | Wereldkampioenschap voetbal | Wereldkampioenschap voetbal | Wereldkampioenschap voetbal | Wereldkampioenschap voetbal | Wereldkampioenschap voetbal | Wereldkampioenschap voetbal | Wereldkampioenschap voetbal | Wereldkampioenschap voetbal |
| Jaar                        | Ronde                       | Wed.                        | W                           | G                           | V                           | DV                          | DT                          |                             |
| --------------------------- | --------------------------- | --------------------------- | --------------------------- | --------------------------- | --------------------------- | --------------------------- | --------------------------- | --------------------------- |
| 1930–1938                   | Bij Duitsland               | Bij Duitsland               | Bij Duitsland               | Bij Duitsland               | Bij Duitsland               | Bij Duitsland               | Bij Duitsland               | Bij Duitsland               |
| 1950                        | Geen deelname               | Geen deelname               | Geen deelname               | Geen deelname               | Geen deelname               | Geen deelname               | Geen deelname               |                             |
| 1954                        | Niet gekwalificeerd         | Niet gekwalificeerd         | Niet gekwalificeerd         | Niet gekwalificeerd         | Niet gekwalificeerd         | Niet gekwalificeerd         | Niet gekwalificeerd         |                             |

## Trainers
- Auguste Jordan (1950-1952)
- Helmut Schön (1952-1956)

## Spelers
In de 19 wedstrijden werden in totaal 42 spelers ingezet. De spelers met de meeste wedstrijden waren:
| Wedstrijden | Speler              | Jaren     | Doelpunten |
| ----------- | ------------------- | --------- | ---------- |
| 18          | Waldemar Philippi   | 1950-1956 | 0          |
| 17          | Herbert Martin      | 1950-1956 | 6          |
| 16          | Gerhard Siedl       | 1951-1956 | 4          |
| 14          | Erwin Strempel      | 1950-1955 | 0          |
| 12          | Theodor "Theo" Puff | 1951-1956 | 0          |
| 12          | Herbert Binkert     | 1952-1956 | 6          |
| 11          | Nikolaus Biewer     | 1950–1954 | 0          |
| 10          | Kurt Clemens        | 1950-1956 | 0          |
| 10          | Albert Keck         | 1953–1956 | 0          |
| 10          | Peter Momber        | 1950-1956 | 1          |

## Wedstrijden

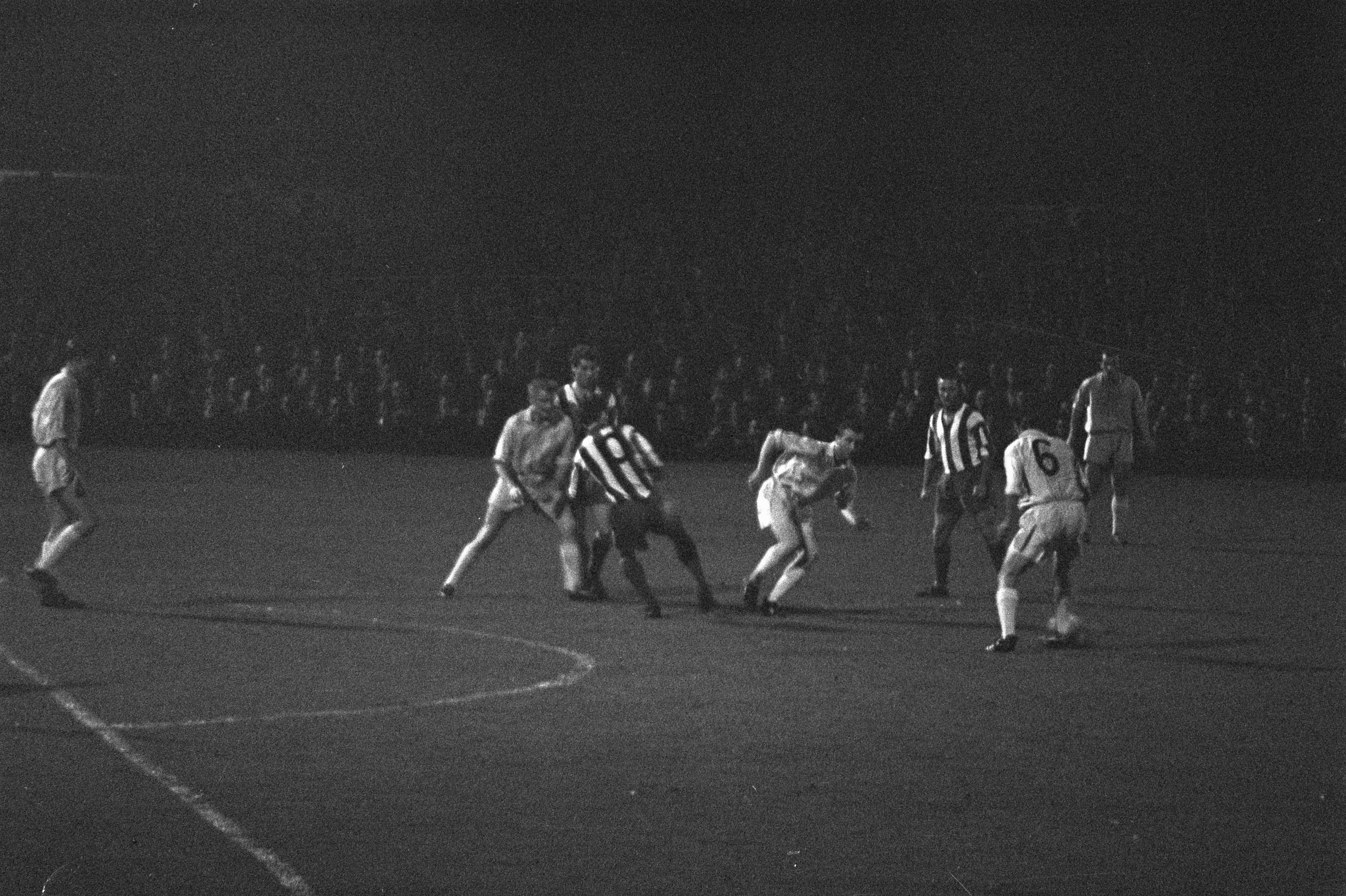
Het Nederlands Bondselftal tegen het Saarlands voetbalelftal in 1956

Het voetbalelftal speelde tussen 1950 en 1956 in totaal 19 interlands. De eerste wedstrijd werd gespeeld tegen Zwitserland op 22 november 1950. Bij tien van deze wedstrijden speelde de tegenstander niet met het eerste elftal. Vier wedstrijden werden gespeeld om kwalificatie voor het wereldkampioenschap van 1954.
Saarlandse voetbalbond
1950 – 1956
1950 · 
1951 · 
1952 · 
1953 · 
1954 · 
1955 · 
1956
Duitsland ·
Joegoslavië ·
Nederland ·
Noorwegen ·
Uruguay ·
Zwitserland
Waldemar Philippi (18) ·
Herbert Martin (17) ·
Gerhard Siedl (16) ·
Erwin Strempel (14) ·
Herbert Binkert (12) ·
Theo Puff (12) ·
Nikolaus Biewer (11) ·
Kurt Clemens (10) ·
Albert Keck (10) ·
Peter Momber (10) ·
Karl Berg (9) ·
Fritz Altmeyer (6) ·
Jakob Balzert (6) ·
Werner Otto (6) ·
Karl Schirra (6) ·
Gerhard Lauck (5) ·
Erich Leibenguth (5) ·
Peter Krieger (4) ·
Willi Sippel (4) ·
Heinz Vollmar (4) ·
Horst Borcherding (3) ·
Werner Emser (3) ·
Ewald Follman (3) ·
Franz Immig (3) ·
Heinz Schussig (3) ·
Hans Bild (2) ·
Manfred Ebert (2) ·
Helmut Fottner (2) ·
Hermann Monter (2) ·
Karl Ringel (2) ·
Gunter Herrmann (1) ·
Dieter Honnecker (1) ·
Ladislav Jirasek (1) ·
Horst Klauck (1) ·
Karl-Heinz Kunkel (1) ·
Hans Neuerberg (1) ·
Robert Niederkirchner (1) ·
Werner Prauss (1) ·
Walter Riedschy (1) ·
Heinrich Schmidt (1) ·
Erwin Wilhelm (1) ·
Ernst Zägel (1)
 Albanië ·  Andorra ·  Armenië ·  Azerbeidzjan ·  België ·  Bosnië en Herzegovina ·  Bulgarije ·  Cyprus ·  Denemarken ·  Duitsland ·  Engeland ·  Estland ·  Faeröer ·  Finland ·  Frankrijk ·  Georgië ·  Gibraltar ·  Griekenland ·  Hongarije ·  Ierland ·  IJsland ·  Israël ·  Italië ·  Kazachstan ·  Kosovo ·  Kroatië ·  Letland ·  Liechtenstein ·  Litouwen ·  Luxemburg ·  Malta ·  Moldavië ·  Montenegro ·  Nederland ·  Noord-Ierland ·  Noord-Macedonië ·  Noorwegen ·  Oekraïne ·  Oostenrijk ·  Polen ·  Portugal ·  Roemenië ·  Rusland ·  San Marino ·  Schotland ·  Servië ·  Slovenië ·  Slowakije ·  Spanje ·  Tsjechië ·  Turkije ·  Wales ·  Wit-Rusland ·  Zweden ·  Zwitserland
 Bohemen ·  Bohemen en Moravië ·  Duitse Democratische Republiek ·  Ierland ·  Joegoslavië ·  Servië en Montenegro ·  Tsjecho-Slowakije ·  GOS ·  Saarland ·  Sovjet-Unie